# Ємельянов Василь Семенович
Василь Семенович Ємельянов (нар. 12 лютого 1901, місто Хвалинськ Саратовської губернії, тепер  Саратовської області, Російська Федерація — 27 червня 1988, місто Москва, Російська Федерація) — радянський діяч, вчений-атомник, голова Державного комітету Ради міністрів СРСР із використання атомної енергії. Кандидат у члени ЦК КПРС у 1961—1966 роках. Доктор технічних наук. Член-кореспондент Академії наук СРСР по відділенню технічних наук (металургія) (з 23.10.1953). Почесний член Американської Академії наук і мистецтв (1965). Герой Соціалістичної Праці (4.01.1954).

## Життєпис
Народився в родині робітника-теслі. У дитинстві переїхав разом із родиною в селище Балахани під Баку, куди батько перебрався в пошуках заробітку. Закінчив реальне училище в селищі Сурахани. З 1914 по 1918 рік працював розсильним на Бакинських нафтопромислах.
Брав активну участь у революційних подіях і в громадянській війні в Закавказзі. З 1917 року —  боєць загону Червоної гвардії в Азербайджані, потім — у збройних загонах Бакинської комуни. Після падіння Радянської влади в Баку з 1918 року працював помічником монтера Бакинської телефонної станції, брав участь в роботі радянського підпілля в Баку.
Член РКП(б) з 1919 року.
Після захоплення радянськими військами Азербайджану в 1920 році — служив у Червоній армії, червоноармієць 1-го Комуністичного піхотного полку в місті Баку. У 1920—1921 роках працював у Народному комісаріаті продовольства Азербайджанської РСР.
У 1921 році переїхав до Москви і вступив до Московської гірничої академії, яку закінчив у 1928 році та здобув фах інженера-металурга. Одночасно з 1923 року працював лаборантом Московської гірничої академії.
У 1928—1931 роках — завідувач лабораторії Центрального науково-дослідного інституту з технології машинобудування, асистент кафедри електрометалургії Московської гірничої академії.
У 1931—1932 роках — заступник технічного директора тресту «Спецсталь» в Москві, доцент Московського інституту сталі. Розроблений Ємельяновим технологічний процес виробництва феромарганцю був покладений в основу проєкту Запорізького заводу феросплавів.
У 1932—1934 роках — уповноважений Народного комісаріату важкої промисловості СРСР на заводах Круппа в місті Ессені (Німеччина). У 1934—1935 роках — уповноважений Народного комісаріату важкої промисловості СРСР на заводах Круппа в місті Берліні (Німеччина).
З травня 1935 по 1937 рік — технічний директор Челябінського заводу феросплавів.
У 1937—1939 роках — заступник головного інженера, головний інженер, начальник 7-го Головного управління із науково-дослідних робіт (броньова сталь) Народного комісаріату оборонної промисловості СРСР.
У 1939—1940 роках — начальник 3-го головного управління Народного комісаріату суднобудівної промисловості СРСР.
З липня 1940 по 1943 рік — заступник і 1-й заступник голови Комітету стандартів при Раді народних комісарів СРСР, у 1942 році виконував обов'язки голови Комітету стандартів.
У січні 1943 — 1946 року — голова Комітету стандартів при Раді народних комісарів СРСР.
З жовтня 1945 року брав активну участь в «атомному проєкті» СРСР і до 1946 року працював за сумісництвом в Першому головному управлінні Ради народних комісарів СРСР головою комітету із використання атомної енергії.
У 1946—1949 роках — начальник науково-технічного відділу — начальник 3-го управління в Першому головному управлінні Ради міністрів СРСР. Брав активну участь у створенні першої атомної бомби СРСР, успішно випробуваної в 1949 році.
У 1948—1984 роках одночасно перебував на викладацькій роботі — завідувач кафедри спецметалургіі Московського механічного інституту боєприпасів, яка в 1955 році стала кафедрою металургії спеціальних і радіоактивних матеріалів Московського інженерно-фізичного інституту.
У 1949—1953 роках — заступник начальника Першого головного управління Ради міністрів СРСР. На цій посаді був одним з керівників робіт зі створення першої радянської водневої бомби.
У 1953—1955 роках — начальник науково-технічного управління Міністерства середнього машинобудування СРСР.
Указом Президії Верховної Ради СРСР від 4 січня 1954 року (з грифом «секретно») за виняткові заслуги перед державою при виконанні спеціального завдання уряду Ємельянову Василю Семеновичу присвоєно звання Героя Соціалістичної Праці з врученням ордена Леніна і золотої медалі «Серп і Молот».
У 1955—1957 роках — заступник із нової техніки міністра середнього машинобудування СРСР.
З 1955 року одночасно перебував на дипломатичній роботі, також пов'язаної із атомною специфікою. З 1955 по 1965 рік — член Науково-консультативного комітету при Організації Об'єднаних Націй. Також з 1957 по 1959 рік — постійний представник СРСР при Міжнародному агентстві з атомної енергії (МАГАТЕ) у Відні.
У 1957 — червні 1960 року — начальник Головного управління із використанню атомної енергії при Раді міністрів СРСР. Займався як забезпеченням робіт із ядерного озброєння, так і керівництвом мирними атомними програмами (будівництво АЕС, виробництво атомних реакторів і науково-дослідних установок).
3 червня 1960 — 14 лютого 1962 року — голова Державного комітету Ради міністрів СРСР із використання атомної енергії.
14 лютого 1962 — 1966 року — заступник голови Державного комітету Ради міністрів СРСР із використання атомної енергії (з 1963 року — Державного комітету СРСР із використання атомної енергії).
З 1966 року — персональний пенсіонер союзного значення в місті Москві.
З 1966 року — голова Комісії з наукових проблем роззброєння Академії наук СРСР. У 1978—1988 роках — член Державного комітету СРСР з науки і техніки.
Під його головуванням була організована III Женевська конференція з мирного використання атомної енергії, був членом Всесвітньої Ради Миру, активним діячем Пагуошського руху вчених. Написав підручник «Металургія ядерного пального», що вийшов двома виданнями в СРСР і був виданий в США. Автор великої кількості наукових праць і статей з електрометалургії сталі та феросплавів, проблем атомної енергії і захисту миру. Автор мемуарів «Про час, про товаришів, про себе» (1968), «На порозі війни» (1971), «З чого починалося» (1979).
Помер 27 червня 1988 року. Похований в Москві на Троєкуровському цвинтарі (ділянка № 1).

## Нагороди і звання
- Герой Соціалістичної Праці (4.01.1954)
- чотири ордени Леніна (29.10.1949, 21.08.1953, 4.01.1954, 11.02.1961)
- орден Жовтневої Революції (12.02.1971)
- п'ять орденів Трудового Червоного Прапора (29.09.1939, 31.03.1945, 23.02.1951, 11.09.1956, 17.09.1975)
- орден Дружби народів (7.04.1981)
- орден Червоної Зірки (28.10.1967)
- Золота медаль імені Чернова АН СРСР (1985) — за монографії «Молібден в ядерній енергетиці», «Металургія ядерного пального», «Теорія процесів отримання чистих металів, сплавів та інтерметалідів»
- медалі
- Сталінська премія ІІІ ступеня (1942) — за розробку технології виробництва литих танкових башт
- Сталінська премія (1951)
- надзвичайний і повноважний посол СРСР